# Акутни респираторни дистрес синдром
Акутни респираторни дистрес синдром (АРДС), синдром акутног плућног едема код одраслих особа клинички је синдром акутне респираторне инсуфицијенције, који настаје услед оштећења паренхима плућа. Манифестује се обостраним плућним инфилтратом, тешком и рефрактерном хипоксемијом и диспнејом, због редукције плућне комплијансе.

## Историја
Током Првог светског рата, синдром је први пут препознат код неких болесника са повредама грудног коша, тешким панкреатитисом, након масивне трансфузије, сепсе и других стања са манифестним респираторним поремећајима (дифузним плућним инфилтрататом и респираторном инсуфицијенцијом), који су се јављала после латентног периода од неколико сати до неколико дана. АРДС је кроз даља истраживања препозната као најтежи облик акутног оштећења плућа, или један од најтежих облика дифузног алвеоларног оштећења.
Године 1967. Ashbaugh са сарадницима описао је 12 болесника са овим синдромом, назвавши га „респираторни дистрес синдром одраслих“.

## Дефиниција и облици АРДС
Пре истраживања патогенезе и терапије овог синдрома, историјски гледано, било је неопходно да се формулише јасна дефиниција синдрома. Таква дефиниција први пут је објављена 1994. године од стране америчко-европске консензус конференције (енгл. American-European Consensus Conference (AECC)), под називом акутни респираторни дистрес синдром (АРДС). Тиме је термин „акутни респираторни дистрес синдром“ у свакодневној лекарској пракси, заменио назив „респираторни дистрес синдром одраслих“, како би се направила разлика између синдрома који се јавља како код одраслих тако и код деце (педијатријски акутни респираторни дистрес синдром).
АРДС од стране АЕСС препозната као најтежи облик акутног оштећења плућа (енгл. acute lung injury (ALI)) или облика дифузне алвеоларне повреде. AECC дефинише АРДС као акутна стања које карактерише билатералних плућне инфилтратима и тешке хипоксемијом у недостатку доказа за кардиогеним плућног едема.
Америчко-европска консензус конференције (AECC) дефинисала је АРДС као акутно стања које се карактерише билатералним плућним инфилтратима и тешком хипоксемијом, и одсуством доказа за кардиогени плућни едем.
Да би се поставила дијагноза АРДС, неопходно је прво одредити тежину хипоксемије, која је дефинисана као однос између парцијалног притиска кисеоника у болесниковој артеријске крви (PaO2) и фракције кисеоника у удахнутом ваздуху (FIO2). На основу ових параметара АРДС је дефинисан као:
PaO2/FIO2 мањи од 200, или ALI мање од 300
Ова дефиниција је додатно побољшана током 2011. години од стране стручног колегијума и названа је, Берлински дефиниција АРДС, која је дала неколико битних параметара као што су:
1. АРДС дефинисано време (које означава период од 1 недеље до клиничких промена или појаве респираторних симптома); 
2. Радиографске промене у АРДС (билатерално замућење (непрозирност) која се не може у потпуности објаснити изливом, консолидацијом, или ателектазом); 
3. Порекло едема (које се не може у потпуности објаснити срчаном инсуфицијенцијом или преоптерећењем течношћу);

4. Тежина синдрома,' на основу PaO2/FIO2 у односу на вредност од 5 cm колико износи континуирани позитивни притисак у дисајним путева (енгл. continuous positive airway pressure (CPAP)). Према овом захтеву одређене су три категорије; 
блажи облик (PaO2/FIO2 200-300), умерено тежак облик (PaO2/FIO2 100-200) и тежак облик (PaO2/FIO2 ≤100).

## Епидемиологија
На глобалном нивоу учесталост АРДС варира, делом због тога што студије користе различите дефиниције болести, а другим делом што није утврђена тачна процен учесталости, код сви случајева АРДС међу становништвом једне земље. Иако ово може бити проблем за епидемиологе, најновији подаци доступни из Сједињених Америчких Држава и других међународних студија могу у значајној мери разјаснити праву појаву овог стања у свету.
Сједињене Америчке Државе
Седамдесетих година 20. века, када је Национални институт за здравље САД спровео прву планирану студију АРДС, процењена годишња учесталост била је 75 случајева на 100.000 становника. Касније студије, пре развоја дефиниција AECC, објавиле су знатно нижу учесталост. На пример, студија из Јуте утврдила је појаву АРДС код 4,8-8,3 случајева на 100.000 становника.
Недавно добијени подаци, од стране бројних студија спроведених у САД, указују да учесталост АРДС може бити и већа од првобитних процена и да се креће око 75 случајева на 100.000 становника, или чак 86,2 на 100.000 особа годишње. Учесталост расте са годинама, старости и достиже 306 на 100.000 становника годишње, за људе у доби од 75-84 година.
На основу наведених статистичких података, процењује се да годишње од АРДС у Сједињеним Америчким Државама оболи 190.600 лица од којих 74.500 оконча живот смртним исходом.
Међународни статистике
Прва студија из 1994 на основу дефиниције AECC која је изведена у Скандинавији, објавила је да је годишње стопе 17,9 случајева на 100.000 становника за ALI и 13,5 случајева на 100.000 становника за АРДС.
Старосне разлике
АРДС се може јавити код људи свих узраста. Њени учесталост се повећава са старошћу, и у распону је од 16 случајева на 100.000 особа годишње у старосној доби 15-19 година, до 306 случајева на 100.000 особа годишње код оних између 75 и 84 година. Старосна дистрибуција одражава и појаву основних узрока.
Полне разлике
Изузев ако је АРДС узрокован сепсом у већина других разлога, не постоје разлике у учесталости између мушкараца и жена. Међутим, само код болесника са траумом инциденца болести може бити нешто већа међу женама.

## Етиопатогенеза
Акутни респираторни дистрес синдром (АРДС) може се развити у различитим обољењима и стањима. Најчешћи узрок је сепса (најчешће узрокована грам-негативним бактеријама), затим вишеструке трауме и запаљење плућа. Патофизиолошки гледано АРДС је плућна манифестација мултиорганске инсуфицијенције, у којој су промене у плућима прва и доминантна манифестација болести и, често, узрок смрти. 
И поред бројних студија механизам лезије алвеола-капиларне мембране још увек је предмет истраживања, јер покретачки механизам запаљењске реакције још није утврђен. У случајевима инхалације токсичних гасова и аспирације киселина настаје директно хемијско оштећење мембране, док је у осталим случајевима механизам индиректан, јер активација ћелијске инфламације настаје из непознатих узрока. 
Основни патофизиолошки механизам је неконтролисана запаљенска реакција са дифузним оштећењем епитела, ендотела и повећаном пермеабилношћу капилара у многим органима. Истовремено у плућима долази до дифузног оштећења алвеоло-капиларне мембране, која јој повећава пропустљивост и доводи до образовања едем плућа. Истовремено капиларни притисак у плућима је нормалан, за разлику од других узрока едема плућа. 
У процесу запаљења улога полиморфонуклеарних леукоцита и макрофага, који приањају на површину ендотела и ослобађају медијаторе инфламације (леукотриени, тромбоксан, простагландини), слободне кисеоничке радикале и лизозомске ензиме. Такође макрофаги у алвеолама ослобађају оксиданте, медијаторе, цитокине и бројне деградационе ензиме и пептиде; што за последицу има настајање агрегација тромбоцита и активацију комплемента и каликреинског система. Ова запаљенска реакција, оштећује алвеола-капиларну мембрану, а у даљем току и зид алвеола. Колапс алвеола настаје секундарно.

## Клиничка слика
Клиничка слика акутног респираторног дистрес синдром (АРДС) карактерише се; 
- Развојем, унутар неколико сати до неколико дана, акутне диспнеје и хипоксемијом након траума, сепсе, предозирања опијата, масивне трансфузије, акутног панкреатитис или аспирације.
- У многим случајевима, предиспонирајући догађај за настанак АРДС је очигледан, док се у другим случајевима (нпр предозирање-тровање), уз бројне потешкоће може идентификовати.
- Болесник у фази пуног развоја АРДС, је у критичном стању, често са нарушеном функцијом мултисистемских органа.
- Типично за АРДС је, да се болест развија у року од 12-48 часова након дејства узрочног фактора, иако у ретким случајевима, може потрајати и до неколико дана.
- На почетком оштећења плућа, болесник се прво жали на диспнеју током напору, која врло брзо напредује до озбиљног облика диспнејом у мировању.
- Диспнеју прати тахипнеје, анксиозност, узнемиреност, као и потреба за удисање високих концентрација кисеоника.

## Дијагноза
Дијагностички критеријуми за АРДС су се временом мењали како је разумевање патофизиологије еволуирало. Међународни критеријуми консензуса за АРДС су последњи пут ажурирани 2012. године и познати су као „берлинска дефиниција“. Поред генералног проширења дијагностичких прагова, друге значајне промене у односу на критеријуме консензуса из 1994. године  укључују обесхрабривање термина „акутна повреда плућа“ и дефинисање степена тежине АРДС-а према степену смањења садржаја кисеоника у крви.  
Према дефиницији из Берлина из 2012. године, АРДС одраслих карактерише следеће:  
- повреда плућа акутног почетка, у року од 1 недеље од очигледног клиничког увреда и са прогресијом респираторних симптома
- билатералне замућености на снимању грудног коша (рендгенски снимак грудног коша или ЦТ) које се не објашњавају другом патологијом плућа (нпр. излив, лобар / колапс плућа или чворови)
- респираторна инсуфицијенција која се не објашњава срчаном инсуфицијенцијом или преоптерећењем запремине
- смањен PaO2/FiO2  однос који указује на смањену артеријску оксигенацију из доступног удахнутог гаса):
  - благи АРДС: 201 – 300 mmHg (≤ 39.9 kPa)
  - умерена АРДС: 101 – 200 mmHg (≤ 26.6 kPa)
  - тешки АРДС: 101 – 200 mmHg (≤ 26.6 kPa)
  - Берлинска дефиниција захтева минимални позитивни крајњи експирациони притисак (ПЕЕП) од 5 cmH2O  за разматрање PaO2/FiO2 однос. Овај степен ПЕЕП-а се може применити неинвазивно са ЦПАП-ом да би се дијагностиковао благи АРДС.

„Берлински критеријуми“ из 2012. су модификација претходних дефиниција консензусне конференције из 1994 године.